# Взрыв на складе боеприпасов в Лагосе
Взрыв на складе боеприпасов в Лагосе был случайной детонацией большого запаса боевых взрывчатых веществ военного назначения в хранилище в городе Лагос, Нигерия, 27 января 2002 года. Пожар, созданный обломками взрыва, сжёг значительную часть Северного Лагоса и вызвал панику, которая распространилась на другие районы. При бегстве людей от огня многие упали в невидимый в темноте канал и утонули. Предполагается, что в результате взрыва и его последствий погибли по меньшей мере 1100 человек и более 20 000 человек были перемещены, многие тысячи получили ранения или остались без крова. Правительство Нигерии начало расследование, обвинившее нигерийскую армию в том, что она оказалась не в состоянии должным образом содержать базу или вывести ее из эксплуатации, хотя городские власти просили ее об этом в 2001 году. 

## Взрыв
Военный городок в Икедже имел большой склад в соседнем городе Лагос, расположенный к северу от центра города, недалеко от районов Исоло и Онигбонго. В январе 2002 года база использовалась для хранения большого количества «бомб крупного калибра», а также других взрывчатых веществ. Днем 27 января вспыхнул пожар на уличном рынке, находившимся рядом с базой, в которой находились также семьи солдат. Около 18:00 пожар, по-видимому, распространился на основной склад боеприпасов базы, вызвав огромный взрыв. В результате этого взрыва погибли многие военнослужащие базы и их семьи, и сразу были уничтожено несколько близлежащих улиц, а летящие горящие обломки вызвали многочисленные пожары в городе. Сотрясение земли в результате взрыва также разрушило многие плохо построенные здания в этом районе, а в руинах вспыхнули новые пожары от повреждённых кухонных приборов. Сотрясения и ударная волна были настолько сильными, что на расстоянии 15 км разбивались окна, и взрыв ощущали на отдалении более чем на 50 км от эпицентра. 
Взрыв также поднял в воздух тысячи пока еще неразорвавшихся боеприпасов, которые обрушились на землю дождём из взрывающихся снарядов, гранат и пуль, вызвавших дальнейшие разрушения и жертвы на большей части северной части города. Тысячи людей из Икеджи и соседних районов Лагоса, увидев взрывы и возникшие пожары, покинули свои дома, пытаясь покинуть пострадавшие районы. Поскольку улицы тут же стали переполненными, разрывы падающих от первоначального взрыва боеприпасов среди убегающей толпы создали панику. При бегстве жителей, когда паникующие люди бежали во всех направлениях, были затоптаны упавшие под ноги. В сообщениях также описываются люди, спрыгивающие с горящих высотных зданий и погибшие в отчаянных попытках пересечь оживлённое раздвоенное шоссе Икеджи.

## Непосредственные последствия
В центре Лагоса есть большой канал, который проходит с севера на юг параллельно автомагистрали Исоло-Ошоди через центр города. Он граничит с банановой плантацией, которая, по мнению многих беженцев, могла их защитить от падающих боеприпасов и распространения пожаров. Однако, от города плантацию отделял канал, покрытый водяными гиацинтами и поэтому невидимый в темноте. Когда толпа устремилась к плантации, сотни паникующих людей упали в воду. Те, кто находились в воде, были завалены еще большим количеством людей, падающих в канал, и в общей неразберихе погибло по меньшей мере 600 человек, многие из которых были детьми. Многие из этих тел потом дрейфовали по каналу, и некоторые были обнаружены в десяти километрах от места взрыва. 
Пострадавшие районы города горели большую часть ночи, и взрывчатые материалы продолжали вылетать из разрушенного арсенала до полудня 28 января. Аварийные службы оказались совершенно неспособны справиться с разрушением, так как не было достаточно пожарных бригад или пунктов водоснабжения, чтобы справиться с пожаром, который в результате поглотил большую часть северных пригородов Лагоса. Городские больницы также были полностью перегружены, многие получившие ранения в течение нескольких часов не могли получить медицинской помощи, даже сумев добраться до неповрежденного медицинского учреждения. Кроме того, военные, понесшие потерю многих своих солдат, находившихся в Лагосе во время первоначального взрыва, не смогли взять на себя управление городом и не появлялись там в большом количестве до позднего вечера 28 января. 
К вечеру 28 января большинство пожаров были под контролем, и люди начали возвращаться в город и пытаться найти близких, потерянных в давке. Многие из погибших были детьми, разлученными со своими семьями в смятении и впоследствии раздавленными в толпе, которая заполнила улицы и канал. Вдобавок к погибшим в канале несколько сот человек погибли в самом городе: убитые падающими боеприпасами, растоптанные толпою или сгоревшие в огне. 

## Оценки
Окончательный список погибших трудно подсчитать, хотя Красный Крест утверждает, что было обнаружено по крайней мере 1000 тел, а ряд людей пропали без вести и не были найдены. Помимо погибших, в результате бедствия пострадали не менее 5 000 человек, более 12 000 остались без крова, а целые районы города были разрушены. Около 20 000 человек покинули город в ночь взрыва, и выжившие постепенно вернулись в течение следующей недели.
 

Президент Нигерии Олусегун Обасанджо прибыл в Икеджу 28 января вместе с множеством высокопоставленных городских и национальных политиков, и публично потребовал от военных ответов о том, почему такое огромное хранилище боеприпасов стояло в таком плохо содержанном и густонаселённом месте. Позже выяснилось, что в прошлом году на базе уже произошёл небольшой взрыв, после чего городские власти посоветовали армии убрать или модернизировать арсенал, но те не предприняли никаких действий. Вечером 28 января Джордж Эмдин, командир базы Икеджа, которого не было на месте во время взрыва, сделал заявление: 
 «От имени военных, мы сожалеем, что этот старый склад боеприпасов с бомбами крупного калибра (...) в недавнем прошлом предпринимались некоторые попытки улучшить хранилище, но эта авария произошла до того, как высокопоставленные власти мог сделать то, что было нужно" 
 Это заявление вызвало возмущение жителей Лагоса, которые утверждали, что военные оправдывают свои ошибки и что ничего не будет сделано для повышения безопасности на других заброшенных складах боеприпасов, многие из которых не были должным образом содержаны после того, как Нигерия восстановила демократию в 1999 году после двадцати лет военного правления. Также сразу после взрыва были широко распространены опасения, что это означает начало военного переворота, хотя позднее правительство выпустило заявление, исключающее такую возможность.
Многочисленные агентства по оказанию помощи, в том числе Красный Крест и Красный Полумесяц, предоставили помощь тысячам бездомных и пострадавших людей в течение нескольких недель после стихийного бедствия, пытаясь воссоединить не менее 2000 разлучённых или перемещённых семей. Люди, чьи дома сохранились, были эвакуированы из Икеджи, чтобы специалисты по взрывчатым веществам могли вывезти из этого района большое количество оставшихся неразорвавшихся боеприпасов. Эвакуированные и беженцы были размещены во временных помещениях в полицейском колледже Икеджи и казармах Абалти в Ябе. Процесс восстановления в Икедже занял несколько лет, так как программа восстановления была длительной и дорогой, и многие люди оставались бездомными и бедными в из-за потери и домов, и средств к существованию в результате пожара. 